# Jeltingahuis
Het Jeltingahuis (Fries: Jeltingahûs) is een voormalig woonhuis aan de Stationsstraat 18 in het dorp Buitenpost in de Nederlandse provincie Friesland, dat sinds 1961 in gebruik is als het gemeentehuis van Achtkarspelen.
De naam verwijst naar de vroegere naam van de straat; de Jeltingalaan. Deze verwijst op zijn beurt weer naar de Jeltingastate die hier stond tussen ongeveer 1200 en 1770.

## Gebouw

### Voorgevel
Het huis bestaat uit een hoog souterrain met daarboven een bel-étage, die wordt gedekt door een schilddak van gegolfde Friese pannen met twee schoorstenen met schoorsteenborden op de hoeken van de nok en de hoekepers. Het souterrain bestaat uit imitatie natuurstenen panelen, terwijl de bel-etage opgebouwd is uit bruine handvormstenen met gepleisterde hoekpilasters, waarvan het basement is bedekt met natuurstenen plaatbekleding. Aan bovenzijde van de bel-etage bevindt zich een brede versierde daklijst met daarboven de gootlijst.
De voorgevel heeft in het midden een risaliet waarvan de uitstraling wordt versterkt door de versierde omlijsting rond de portiek en de dubbele pilasters rond de kajuit (dakkapel met schuindak) daarboven en door het gebroken fronton met piron aan de top. De centrale toegang is bereikbaar via een gebogen natuurstenen trap met bordes, die wordt afgesloten door een gietijzeren balustrade. Onder het bordes bevindt zich een wolfskuil met een dienstingang. De intree bestaat uit twee paneeldeuren met een bovenzijde een bovenlicht en gietijzeren siersmeedwerk. De kajuit bevat 2 rondbogige balkondeuren in een lichtelijk getoogde omlijsting de openslaan naar een houten balkon, dat rust op terracotta voluutconsoles.
De risaliet wordt geflankeerd door geprofileerd omlijste vensters met een natuurstenen cordonlijsten bij de onderdorpels en met aan weerszijden persiennes.

### Andere gevels
Aan zuidzijde van het huis is een serre aangebouwd. Aan noordzijde van het pand bevindt zich een uitgemetselde kajuit, die wordt bekroond door een palmet. Het balkon wordt ondersteund door gietijzeren kolommen met een composiet kapiteel.

### Overige gebouwen
Naast het huis staat een later gebouwde conciërgewoning (Stationsstraat 18a). Het huis is door een aanbouw verbonden met het gemeentekantoor.

## Geschiedenis

### Woonhuis
Het huis werd in 1877 gebouwd als rentenierswoning in eclectische stijl door hereboer Jacob kuipers. Hij liet er ook een aantal koetshuizen en stallen bijbouwen, die in de 20e eeuw weer werden gesloopt. Nadat hij en zijn vrouw Antje Siccama beiden waren overleden, kwam het huis in in 1913 in de verkoop. Antje had in haar testament vastgelegd dat de verkoop moest geschieden op afbraak. Mogelijk wilde ze dit omdat het huwelijk kinderloos was gebleven en omdat de weduwe na de dood van haar man in 1906 in onmin was geraakt met de andere notabelen van het dorp. Zakenman Popke Sjoerds Bakker uit Buitenpost kocht vervolgens het pand, maar liet het niet slopen omdat de erfgenamen besloten om dit niet uit te voeren. Naar de buitenwereld verklaarde hij echter dat de notaris in het testament was vergeten om een sloopdatum te vermelden. In de Eerste Wereldoorlog deden de koetshuizen in de stallen van het leegstaande huis dienst als opvang voor Belgische vluchtelingen. Het huis werd van 1916 tot 1921 bewoond door de oud-gemeentesecretaris van Zaandam Johan Zaalberg. In 1937 werd burgemeester Pier Eringa van Achtkarspelen eigenaar van het huis.

### Gemeentehuis
Eringa verkocht het huis in 1959 aan de gemeente, op voorwaarde dat in de tuin van het huis een bungalow zou worden gebouwd waarin hij de rest van zijn leven vrij zou mogen wonen.
Na de overdracht werd het Jeltingahuis intern verbouwd en in 1961 werd het door de gemeentevergadering aangewezen als 'huis der gemeente'. In het huis werden voortaan de raadsvergaderingen gehouden. Ook werden ter beschikking gesteld voor ontvangsten, andere vergaderingen en voor het sluiten van huwelijken. In 1962 werd voor de boden van de gemeente woonruimte ingericht in het gebouw. In de kelder kwam de openbare bibliotheek, alvorens deze in 1985 een eigen gebouw kreeg aan de Kerkstraat. In 1976 werd het gemeentekantoor achter het huis gebouwd op de plek waar daarvoor de appel- en perenboomgaard zich bevond. Het huis werd toen ook intern verbouwd. In 1999 werd het gemeentekantoor opnieuw verbouwd, waarbij het botenhuis werd gesloopt en het kantoor rechtstreeks verbonden werd met het Jeltingahuis. Deze verbouwing werd in 2011 afgerond.